# Psilopa clara
Psilopa clara är en tvåvingeart som först beskrevs av Thomas Vernon Wollaston 1858.  Psilopa clara ingår i släktet Psilopa och familjen vattenflugor.
Artens utbredningsområde är Madeira. Inga underarter finns listade i Catalogue of Life.